# کایسبورشتل
کایسبورشتل (به آلمانی: Kaisborstel) یک شهر در آلمان است که در اشتاینبورگ واقع شده‌است.
 کایسبورشتل  ۷۹ نفر جمعیت دارد.